# Patrick Matt
Patrick Matt (nascido em 4 de abril de 1969) é um ex-ciclista listenstainiano que competiu no ciclismo nos Jogos Olímpicos de Verão de 1988 e 1992, representando o Liechtenstein.